# Frederick Morrell Zeder
Frederick Morrell Zeder (19 de marzo de 1886 - 24 de febrero de 1951) fue un ingeniero automovilístisco estadounidense, que junto con Carl Breer y Owen Skelton llegó a ser uno de los ingenieros clave en los orígenes de la Chrysler Corporation. Ideó innovaciones como los soportes de goma de los motores que contribuyeron al éxito de Chrysler, y se convirtió en el primer presidente del Instituto de Ingeniería de Chrysler.

## Primeros años
Zeder, de ascendencia irlandesa, nació en 1886. en Bay City, Míchigan. Los padres de Zeder eran Rudolph John Zeder (de Nueva York) y Matilta Jane (McKendry) Zeder de Canadá. Zeder tenía 4 hermanos y 1 hermana. Recibió una escasa educación formal en las escuelas públicas de Bay City y se puso a trabajar para generar ingresos para la familia a la edad de 11 años. Su primer empleo fue como aprendiz de maquinista para la compañía Industrial Works de Bay City (fabricante de grúaspara el ferrocarril). A los 12 años era un "cartero ferroviario" (despertaba a la tripulación del tren por la mañana) por $ 30 al mes (1099). Posteriormente consiguió trabajo en el Ferrocarril Central de Míchigan. Supervisaba los ejes de los vagones para que estuvieran correctamente engrasados.

## Mediana edad
Zeder se convirtió en mecánico del Ferrocarril Central de Míchigan siendo adolescente. Todavía estaba en la escuela secundaria cuando comenzó a trabajar para la compañía de ferrocarriles. Después de graduarse en la escuela secundaria pública de Bay City en 1905, Zeder se inscribió en la Universidad de Míchigan y trabajó a tiempo parcial. Se graduó en la universidad en 1909 con el título de Licenciado en Ciencias en Ingeniería Mecánica.

## Carrera

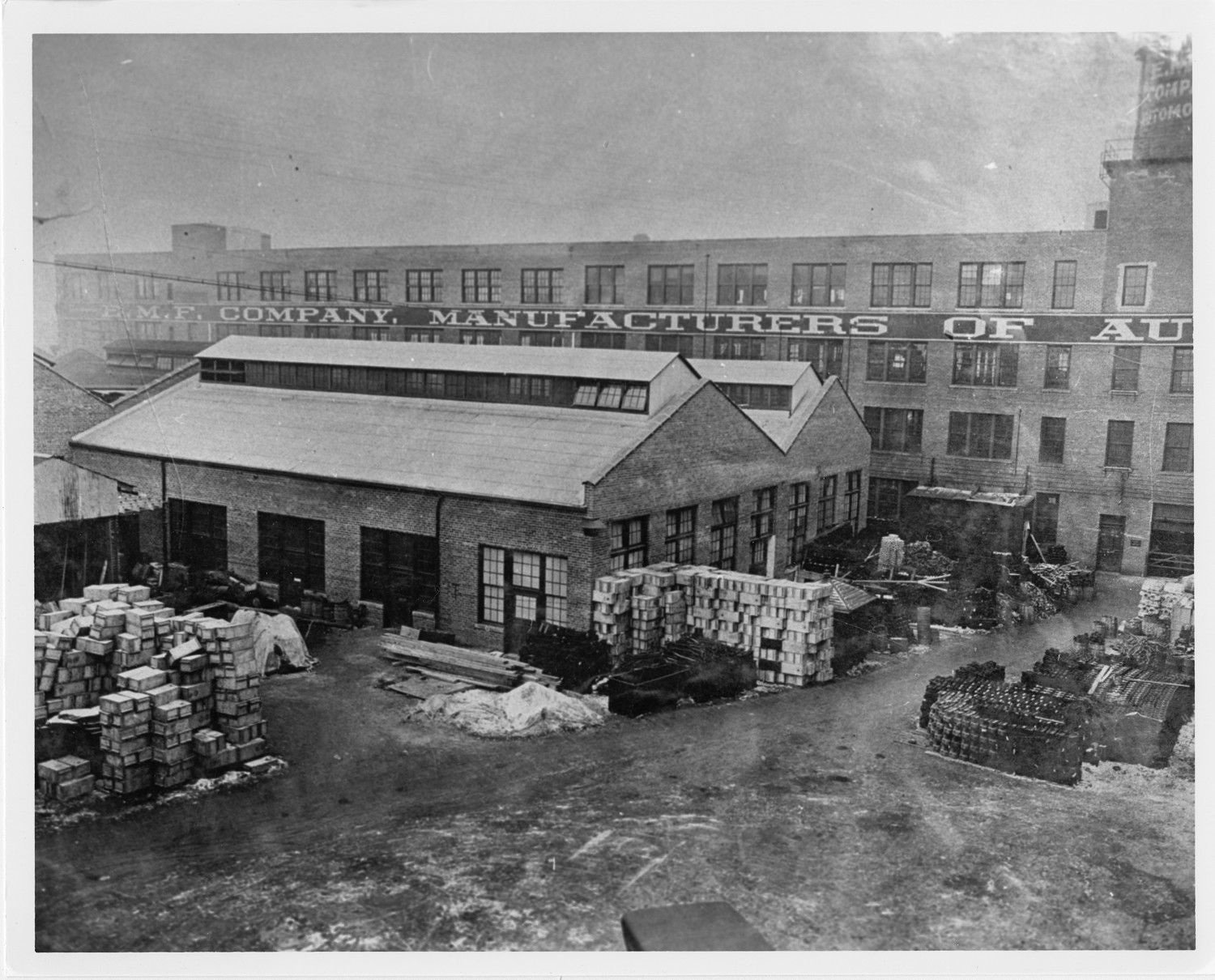
Fotografía del exterior de la fábrica de la empresa E.M.F., con su patio de suministros ubicado en Piquette Street en Detroit (hacia 1910)

### Allis-Chalmers
En 1909, después de graduarse en Míchigan, Zeder fue contratado por Allis-Chalmers Company en West Allis (Wisconsin), cerca de Milwaukee, para su curso de prácticas como ingeniero estructural.
Aquí es donde conoció a Carl Breer. Allis-Chalmers seleccionó a veinticinco de los estudiantes de ingeniería mecánica más destacados de las mejores universidades de los Estados Unidos. Además de Zeder, Breer (alumno de la Universidad de Stanford) era un gran estudiante. Zeder y Breer se hicieron grandes amigos durante su formación en Allis-Chalmers.

### De Studebaker a Willys
Zeder luego fue contratado en 1910 para la construcción de una planta de energía en Detroit. Más adelante, en 1910, su siguiente trabajo en la E-M-F Company de Detroit, consistió en hacerse cargo de su laboratorio de ingeniería dedicado al diseño de carrocerías, mientras todavía era consultor del proyecto de construcción de la planta de energía de Detroit para la "Engineers Manufacturing Company". Los hermanos Studebaker (constructores de vagones) se hicieron cargo de E-M-F. en 1912 para producir los automóviles Studebaker. Zeder se convirtió en ingeniero consultor para la firma, utilizando sus conocimientos universitarios de mecánica y matemáticas en condiciones controladas de laboratorio. Más adelante, en 1914, a la edad de 28 años, se convirtió en ingeniero jefe de Studebaker.

### Los Tres Mosqueteros

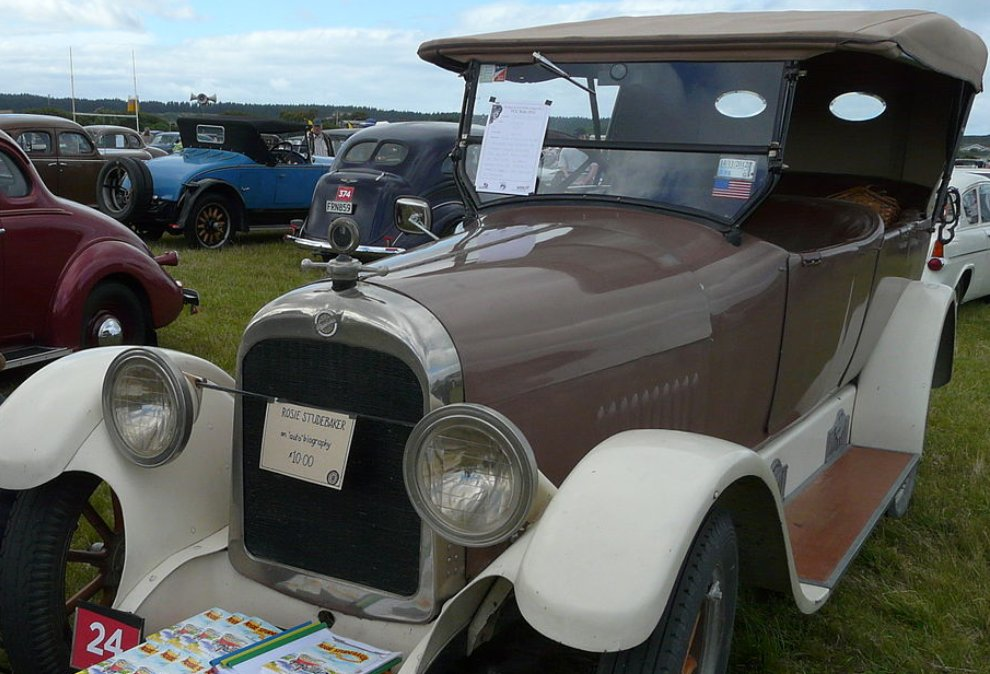
Studebaker (1918)

Studebaker alcanzó su pico de producción en 1916, sin embargo, tuvo importantes problemas financieros y estaba a punto de quebrar. Zeder vio esto como una debilidad en el departamento de ingeniería y contrató a dos ingenieros mecánicos clave, Carl Breer y Owen Skelton, para formar un nuevo núcleo de ingeniería. Los que los conocían se referían a estos tres ingenieros como Los Tres Mosqueteros. Zeder era el vicepresidente de Studebaker y su trabajo principal era el de estar a cargo de la ingeniería. Breer, debido a sus habilidades analíticas, fue nombrado director del laboratorio de investigación. Skelton se encargó del diseño.
En 1914 Zeder ofreció a Breer la posibilidad de unirse a Studebaker para trabajar con él en su departamento de ingeniería. La relación de Zeder con Breer era bastante estrecha (incluso Breer se casó con una de las hermanas de Zeder). De los tres ingenieros, Zeder fue considerado el líder clave debido a su personalidad carismática y capacidades en ingeniería. Skelton era experto en motores y en transmitir su potencia a las ruedas y Breer estaba especializado en la ingeniería de diseño. Zeder ostentó el cargo de ingeniero jefe de Studebaker hasta 1920. En 1921, accedió al cargo de presidente de Zeder-Skelton-Breer Engineering Company, sociedad fundada por los tres ingenieros en Newark (Nueva Jersey).

### Chrysler

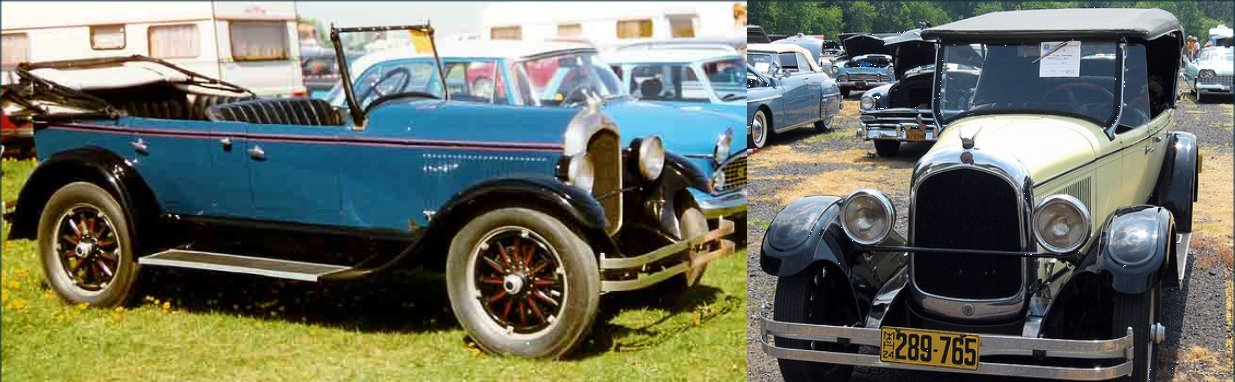
Chrysler B-70 Touring (1924)

"Los Tres Mosqueteros" de Studebaker y Willys (Zeder, Skelton y Breer) aceptaron la oferta de Walter Percy Chrysler para incorporarse a la naciente Chrysler Corporation en 1924, y se convirtieron en el corazón de su departamento de ingeniería, que durante los siguientes 50 años ganaría reputación entre la industria automotriz de todo el mundo, y los automóviles Chrysler de las décadas de 1920 y 1930 presentaron muchas novedades en la ingeniería automotriz. Por ejemplo, Lee Iacocca considerró a Frederick Zeder (por entonces vicepresidente a cargo de la ingeniería de Chrysler), el responsable de haber liderado el desarrollo de los soportes de goma para aislar las vibraciones de los motores, afirmando que:
Zeder fue el primero en descubrir cómo evitar las vibraciones generadas por el motor en el compartimiento de pasajeros de los automóviles. Su solución fue montar el motor del automóvil sobre una base de soportes de goma, reduciendo así en gran medida las vibraciones del motor al ir al chasis y la carrocería del automóvil.
El diseño de Zeder del motor del automóvil con sus asociados fue lo suficientemente bueno como para atraer a los banqueros a invertir en él, e hizo posible la formación de la corporación Chrysler. Los primeros automóviles Chrysler de 1924 disponían de carrocería totalmente de acero, frenos hidráulicos en las cuatro ruedas, un embrague multidisco, resortes cromados especiales, transmisión Hotchkiss, pistones de aluminio y un diseño airflow (perfil aerodinámico de "flujo de aire"). El motor del automóvil de seis cilindros de alta compresión desarrollaba 68 caballos a 3200 revoluciones por minuto. Los modelos posteriores incorporaron muelles independientes para una conducción más suave. Zeder señaló que estos modelos de 1926 se hicieron con técnicas de ingeniería conocidas y probadas. En 1930 se realizó una prueba a los soportes de goma del motor, de los que se colgó un automóvil De Soto Straight Eight a dos pies del suelo durante cinco minutos. La prueba fue un éxito, y los soportes de goma se estiraron un octavo de pulgada bajo el peso del automóvil. La prueba sirvió para demostrar que el ronroneo del motor es amortiguado por estos soportes.

## Vida personal
En 1933, la Chrysler Graduate School of Engineering Research se combinó con el Chrysler Institute of Engineering para formar una sola institución, con el fin de impartir la titulación de ingeniería y un doctorado. Los cursos estaban abalados por cuatro universidades acreditadas en 1937, incluida la Universidad de Míchigan. Zeder fue el primer presidente del Instituto, y recibió un doctorado honoris causa en ingeniería en 1933.
Zeder se casó con Lucille Margaret Monroe el 10 de septiembre de 1918. Tuvieron cuatro hijos; Dorothy, Fred M. jr. Priscilla y Peggy. Fue miembro de la Sociedad Estadounidense de Ingenieros Mecánicos, de la Sociedad Estadounidense de Pruebas de Materiales, de la Sociedad de Ingenieros Automotrices y del Instituto Franklin. Murió de un ataque al corazón el 24 de febrero de 1951.

## Reconocimientos
- Se le incluyó en el Salón de la Fama del Automóvil en 1998.[25]